# ۸۰۳ (خورشیدی)
۸۰۳ هشتصد و سومین سال هجری خورشیدی است.